# ارگوسترول پروکسید
ارگوسترول پروکسید (به انگلیسی: Ergosterol peroxide) با فرمول شیمیایی C۲۸H۴۴O۳ یک ترکیب شیمیایی با شناسه پاب‌کم ۵۳۵۱۵۱۶ است. که جرم مولی آن ۴۲۸٫۶۴۷ g/mol می‌باشد. 